# Cepesca
Cepesca son las siglas con las que se conoce la Confederación Española de Pesca, alianza empresarial constituida en 2007 por la unión de las tres principales patronales pesqueras del Estado español —la Federación Española de Organizaciones Pesqueras (FEOPE), la Federación Española de Armadores de Buques de Pesca (FEABP) y la Organización Nacional de Asociaciones Pesqueras (ONAPE)—, alianza que dio como resultado un coloso empresarial de la pesca europea: 38 asociaciones de armadores de pesca —12 asociaciones con sede en Andalucía, 10 en Galicia, 5 en Cataluña, 3 en la Comunidad Valenciana, 3 en el País Vasco, 1 en las Islas Baleares, 1 en Cantabria, 1 en Canarias y 2 en Madrid.—, 800 empresas pesqueras, 858 embarcaciones, 10 000 tripulantes y 225 000 toneladas de arqueo, el 75 % do total de España.
Estas cifras no solo hacen de Cepesca la organización más importante del sector en Europa, si no también "una de las más representativas del mundo", según fuentes de la nueva confederación, que integra a toda la flota atunera congeladora, al 90 % del palangre de fondo, a casi toda la flota palangrera de superficie, a la práctica totalidad de los arrastreros de la Organización de Pesquerías del Atlántico Norte (NAFO) y al 95 % de la flota del Gran Sol, aparte de representar a un buen número de armadores de otros segmentos de actividad.
La alianza de las tres patronales es "un logro sin precendentes en España", y se inspira en otras fórmulas que ya se desarrollaron en países como el Reino Unido, Dinamarca, Noruega, Canadá o Nueva Zelanda. 
Cepesca nace con la intención de "realizar una mejor defensa de los intereses económicos y profesionales del sector pesquero y pretende convertirse en "un interlocutor privilegiado de las distintas Administraciones". Entre sus líneas de actuación figuran la lucha contra la pesca ilegal, mejorar la competitividad de las empresas y fomentar la vocación del pescador.